# Malkos

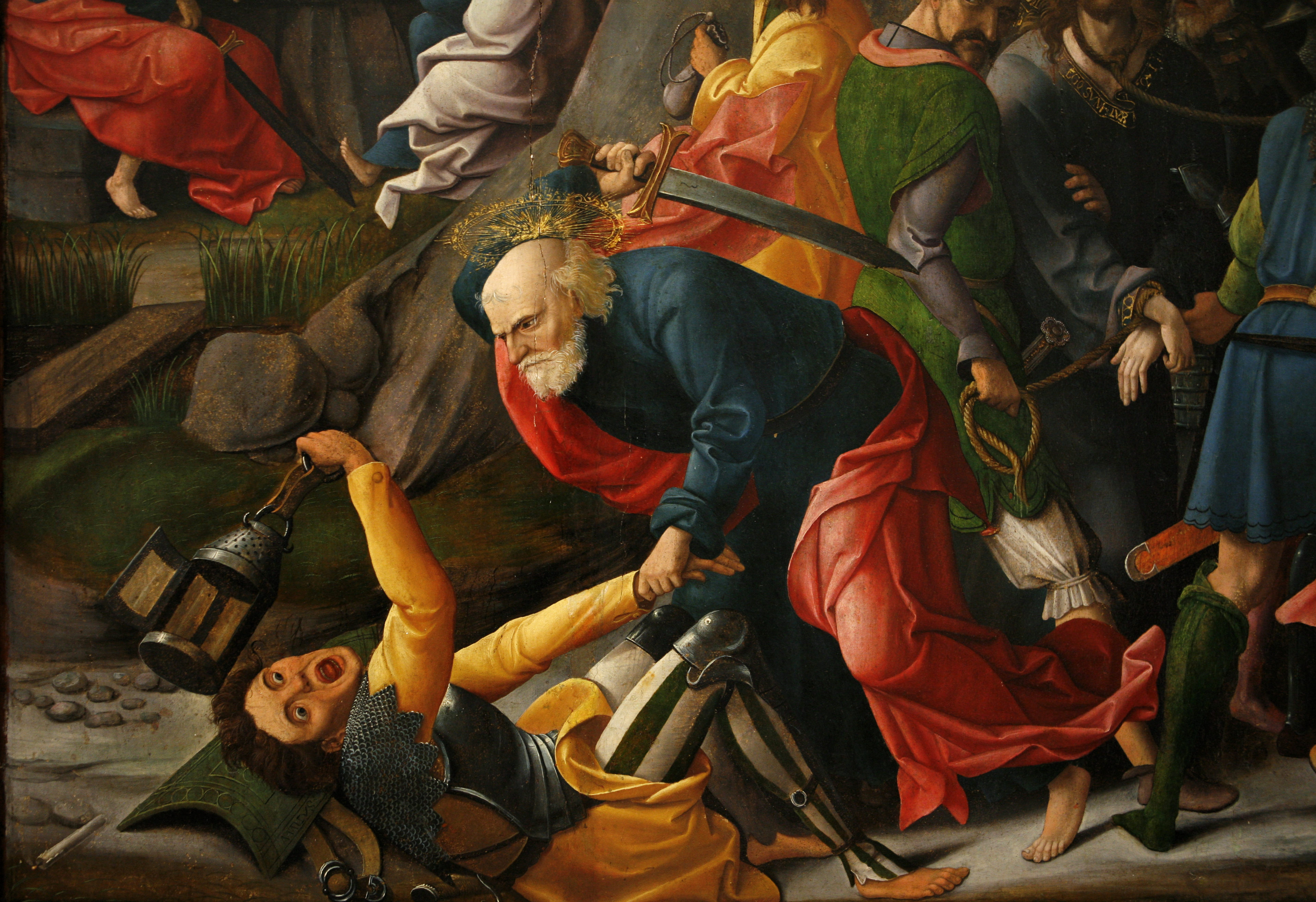
Petrus angriper Malkos. Detalj från Kristi gripande (cirka 1520) av Grégoire Guérard.

Malkos (grekiska Μάλχος), eller Malkus, omtalas i Nya Testamentet och är översteprästens tjänare. Han deltog i gripandet av Jesus. Petrus, som bar ett svärd, högg av Malkos högra öra. Händelsen omnämns i Matteusevangeliet 26:51, Markusevangeliet 14:47, Lukasevangeliet 22:50 och Johannesevangeliet 18:10, men det är endast i det sistnämnda evangeliet som Malkos och Petrus nämns vid namn. I Lukasevangeliet berättas det därutöver att Jesus helade Malkos öra. Detta utgör Jesu sista underverk för uppståndelsen.
Johannesevangeliet 18
10 Men Simon Petrus, som hade ett svärd med sig, drog det och slog till mot översteprästens tjänare och högg av honom högra örat; tjänaren hette Malkos.

11 Jesus sade då till Petrus: ”Stick svärdet i skidan. Skulle jag inte dricka den bägare som Fadern har räckt mig?”
Lukasevangeliet 22
50 Och en av dem slog till mot översteprästens tjänare och högg av honom högra örat.

51 Med då sade Jesus: ”Nu räcker det.” Och han rörde vid mannens öra och läkte honom.

## Populärkultur
I filmen The Passion of the Christ från 2004 skildras det hur Jesus läker Malkos öra och tillrättavisar Petrus.